# تپه‌حصار سفید ۵
تپه حصار سفید ۵ مربوط به دوران پارینه‌سنگی جدید - دوران فرادیرینه‌سنگی است و در شهرستان کرمانشاه، بخش مرکزی، دهستان دورود فرامان، ۶۰۰ متری جنوب غرب روستای حصار سفید واقع شده و این اثر در تاریخ ۱۸ اسفند ۱۳۸۷ با شمارهٔ ثبت ۲۴۸۳۴ به‌عنوان یکی از آثار ملی ایران به ثبت رسیده است.